# باشگاه فوتبال استون ویلا
باشگاه فوتبال استون ویلا (به انگلیسی: Aston Villa F.C.) یک باشگاه حرفه‌ای فوتبال در لیگ برتر انگلستان است که در شهر استون، بیرمنگام در کشور انگلستان قرار دارد. این باشگاه در سال ۱۸۷۴ تأسیس شد و ورزشگاه خانگی آن‌ها از سال ۱۸۹۷ ورزشگاه ویلا پارک است. این باشگاه یکی از اعضای مؤسس لیگ فوتبال در سال ۱۸۸۸ و لیگ برتر فوتبال انگلستان در سال ۱۹۹۲ است. استون ویلا یکی از شش باشگاه انگلیسی است که موفق به قهرمانی در جام باشگاه‌های اروپا شده است؛ آن‌ها در فصل ۸۲–۱۹۸۱ برنده این رقابت‌ها شدند. آن‌ها همچنین موفق شده‌اند هفت بار پیروز لیگ دسته اول فوتبال انگلستان، هفت بار فاتح جام حذفی فوتبال انگلستان، پنج بار برنده جام اتحادیه باشگاه‌های انگلستان و یک بار قهرمان سوپرجام اروپا شوند. استون ویلا یکی از پرافتخارترین تیم‌های انگلستان است و رقیب دیرینه برای همه تیم‌ها است.
استون ویلا رقابت دیرینه و شدیدی با تیم بیرمنگام سیتی دارد و شهرآورد این دو تیم از سال ۱۸۷۹ برگزار شده است. لباس خانگی تیم استون ویلا به‌طور سنتی شامل پیراهنی به رنگ شرابی همراه با آستینی به رنگ آبی آسمانی، شورت سفید و جوراب آبی آسمانی است. نماد باشگاه به‌طور سنتی، شیر خیز برداشته است. این باشگاه هم‌اکنون تحت مالکیت گروه NSWE است؛ شرکتی که در اختیار ناصف ساویریس میلیاردر مصری و وس ادنس میلیاردر آمریکایی است. تیم استون ویلا همچنین جزو، شش تیم پرطرفدار انگلستان است. این تیم همچنین دومین قهرمان تاریخ لیگ برتر فوتبال انگلستان و جزو ۷ تیم ثروتمند انگلستان است. استون ویلا جزو ۱۰تیم اول جهان است. آنها همچنین ۳۲ سال پیاپی در لیگ برتر انگلستان بازی کردند و پس از آن دو سال در چمپیونشیپ بازی کردند. اوج کار آن‌ها در سال ۸۲–۱۹۸۱ بود که توانستند، قهرمان لیگ قهرمانان اروپا (مقابل بایرن مونیخ) و سوپرجام اروپا بشوند.
شاهزاده ویلیام (ولیعهد بریتانیا) طرفدار تیم استون ویلا است.

## تاریخچه
در مارس ۱۸۷۴ تیم فوتبال استون ویلا توسط اعضای کلیسای ویلا کراس وسلیان در هندزورث که هم‌اکنون بخشی از بیرمنگام است تشکیل شد. چهار بنیان‌گذار تیم استون ویلا جک هیوز، فردریک متیوز، والتر پرایز و ویلیام اسکاتراگود بودند. نخستین مسابقه استون ویلا برابر تیم راگبی استون بروک سنت ماری بود. به عنوان شرط مسابقه، طرف ویلا مجبور شد موافقت کند که نیمه اول را طبق قوانین راگبی و نیمه دوم طبق قوانین انجمن بازی کند. در سال ۱۸۷۶ پس از انتقال به زمین جاده ولینگتون، تیم استون ویلا خیلی زود به عنوان یکی از بهترین تیم‌های میدلندز غربی شناخته شد و در سال ۱۸۸۰ به کاپیتانی جورج رامزی اسکاتلندی نخستین افتخار خود در جام ارشد بیرمنگام را به‌دست‌آورد.
این باشگاه نخستین جام حذفی خود را در سال ۱۸۸۷ با کاپیتانی آرچی هانتر (یکی از اولین نام‌های شناخته شده مسابقات و اولین بازیکنی که در هر مرحله جام حذفی گلزنی کرد) به‌دست‌آورد. استون ویلا یکی از ده تیمی بود که در سال ۱۸۸۸ در افتتاح لیگ فوتبال انگلستان شرکت داشت و از بنیانگذاران آن بود. ویلا نخستین قهرمانی خود در لیگ را در ۱۸۹۳–۱۸۹۴ به‌دست‌آورد. این باشگاه به خاطر سبک بازی کوتاه و سریع خود مشهور شد. استون ویلا به عنوان موفق‌ترین باشگاه انگلیسی دوره ویکتوریا ظاهر شد و در سال ۱۹۰۱ با درگذشت ملکه ویکتوریا پنج عنوان قهرمانی لیگ و سه جام حذفی را به‌دست‌آورد. در سال ۱۸۹۷ آنها به ورزشگاه فعلی خود «استون گروند» نقل مکان کردند. طرفداران تیم نام «ویلا پارک» را برای این ورزشگاه انتخاب کردند.

## استادیوم
استادیوم فعلی استون ویلا، ویلا پارک است. این تیم قبلاً در استون پارک (۱۸۷۴–۱۸۷۶) و ولینگتون رود (۱۸۷۶–۱۸۹۷) بازی می‌کرد. ویلا پارک بزرگ‌ترین استادیوم فوتبال در میدلندز انگلستان و هشتمین ورزشگاه بزرگ انگلستان است. این ورزشگاه میزبان ۱۶ بازیکن ملی‌پوش انگلستان در سطح بزرگسالان بوده است. نخستین بازیکن در سال ۱۸۹۹ و آخرین بازیکن در سال ۲۰۰۵ است؛ بنابراین، این وزرشگاه اولین زمین بازی فوتبال در انگلستان بود که در سه سده مختلف، فوتبال بین‌المللی را روی صحنه برد. ویلا پارک با میزبانی ۵۵ نیمه نهایی، پرکاربردترین ورزشگاه در تاریخ نیمه نهایی جام حذفی است. این باشگاه مجوز برنامه‌ریزی برای گسترش جایگاه شمالی را دارد. این، شامل پر کردن گوشه‌های دو طرف پایه شمالی است. در صورت تکمیل، ظرفیت پارک ویلا تقریباً به ۵۱٬۰۰۰ نفر افزایش خواهد یافت.
محل آموزش فعلی در بادی مور هیث در نزدیکی کینگزبری در شمال واریک‌شر است. مکانی که توسط رئیس پیشین، داگ الیس در اوایل دهه ۱۹۷۰ از یک کشاورز محلی خریداری شد. اگرچه در دهه ۱۹۷۰ بادی مور هیث از پیشرفته‌ترین کارها بود، اما در اواخر دهه ۱۹۹۰ این امکانات قدیمی به نظر می‌رسید. در نوامبر ۲۰۰۵ الیس و آستون ویلا plc اعلام کردند که در دو مرحله ۱۳ میلیون پوند پیموده است. زمین تمرین جدید در ۶ مه ۲۰۰۷ توسط مدیر وقت مارتین اونیل، گرت بری کاپیتان تیم و دنیس مورتیمر کاپیتان تیم برنده جام اروپا ۱۹۸۲ و کل بازیکنان ترکیب تیم استون ویلا برای فصل ۲۰۰۷–۲۰۰۸ به‌طور رسمی رونمایی شد.

## در فرهنگ عامه
شماری از برنامه‌های تلویزیونی به تیم استون ویلا اشاره کرده‌اند. در سریال کامرک فرنی، شخصیت لنی گادبر از طرفداران استون ویلا است. هنگامی که فیلمبرداری در ارتش بابا آغاز شد، ایان لاوندر طرفدار ویلا اجازه یافت که روسری فرانک پایک را از میان آرایه کمد لباس بی‌بی‌سی انتخاب کند. او کلاتر و آبی را انتخاب کرد که رنگ‌های استون ویلا بودند. شخصیت نسا در شبکه تلویزیونی بی‌بی‌سی گاوین و استیسی به عنوان یکی از طرفداران استون ویلا در اپیزودی در دسامبر ۲۰۰۹ به نمایش درآمد.
ویلا همچنین در موارد مختلفی در نثر به نمایش درآمده است. استنلی وولی، شخصیت رمان اسکادران گوشاوک در فهرست انتخاب شده بوکر بوک درک رابینسون یکی از طرفداران استون ویلا است و یازده طرف ویلا را قبل از جنگ نامگذاری می‌کند. همچنین از استون ویلا در بازی پیشخدم گنگ هارولد پینتر نیز یاد شده است.
شاهزاده ویلیام (ولیعهد بریتانیا) طرفدار تیم استون ویلا است.

### تیم فوتبال زنان استون ویلا
استون ویلا یک تیم فوتبال بانوان دارد که در مسابقات قهرمانی زنان رقابت می‌کنند. آنها در سال ۱۹۷۳ به عنوان باشگاه فوتبال سولیهال مورس تأسیس شده و در سال ۱۹۸۹ به استون ویلا وابسته شدند.

## بازیکنان
| شماره |          | پست       | بازیکن              |
| ----- | -------- | --------- | ------------------- |
| ۲     | لهستان   | مدافع     | متی کش              |
| ۳     | برزیل    | مدافع     | دیه‌گو کارلوس        |
| ۴     | انگلستان | مدافع     | عزری کنسا           |
| ۵     | انگلستان | مدافع     | تایرون مینگز        |
| ۶     | انگلستان | هافبک     | راس بارکلی          |
| ۷     | اسکاتلند | هافبک     | جان مک‌گین (کاپیتان) |
| ۸     | بلژیک    | هافبک     | یوری تیلمانس        |
| ۹     | کلمبیا   | مهاجم     | ژان دوران           |
| ۱۰    | آرژانتین | هافبک     | امی بوئندیا         |
| ۱۱    | انگلستان | مهاجم     | اولی واتکینز        |
| ۱۲    | فرانسه   | مدافع     | لوکاس دینیه         |
| ۱۴    | اسپانیا  | مدافع     | پائو تورس           |
| ۱۸    | استرالیا | دروازه‌بان | جو گاوچی            |
| ۱۹    | انگلستان | مهاجم     | جدن فیلوژن-بیدایس   |

| شماره |          | پست       | بازیکن                         |
| ----- | -------- | --------- | ------------------------------ |
| ۲۰    | صربستان  | مدافع     | کوستا ندلیکوویچ                |
| ۲۱    | آرژانتین | هافبک     | انزو بارنچه‌آ                   |
| ۲۲    | هلند     | مدافع     | ایان ماتسن                     |
| ۲۳    | آرژانتین | دروازه‌بان | امیلیانو مارتینز (کاپیتان دوم) |
| ۲۴    | بلژیک    | هافبک     | آمادو اونانا                   |
| ۲۵    | سوئد     | دروازه‌بان | رابین اولسن                    |
| ۲۶    | هلند     | هافبک     | لامار بوگارد                   |
| ۲۷    | انگلستان | مهاجم     | مورگان راجرز                   |
| ۳۰    | انگلستان | مدافع     | کورتنی هاوز                    |
| ۳۱    | جامائیکا | مهاجم     | لئون بیلی                      |
| ۳۲    | بلژیک    | هافبک     | لئاندر دندونکر                 |
| ۴۱    | انگلستان | هافبک     | جیکوب رمزی                     |
| ۴۴    | فرانسه   | هافبک     | بوباکار کامارا                 |

## افتخارات

### داخلی

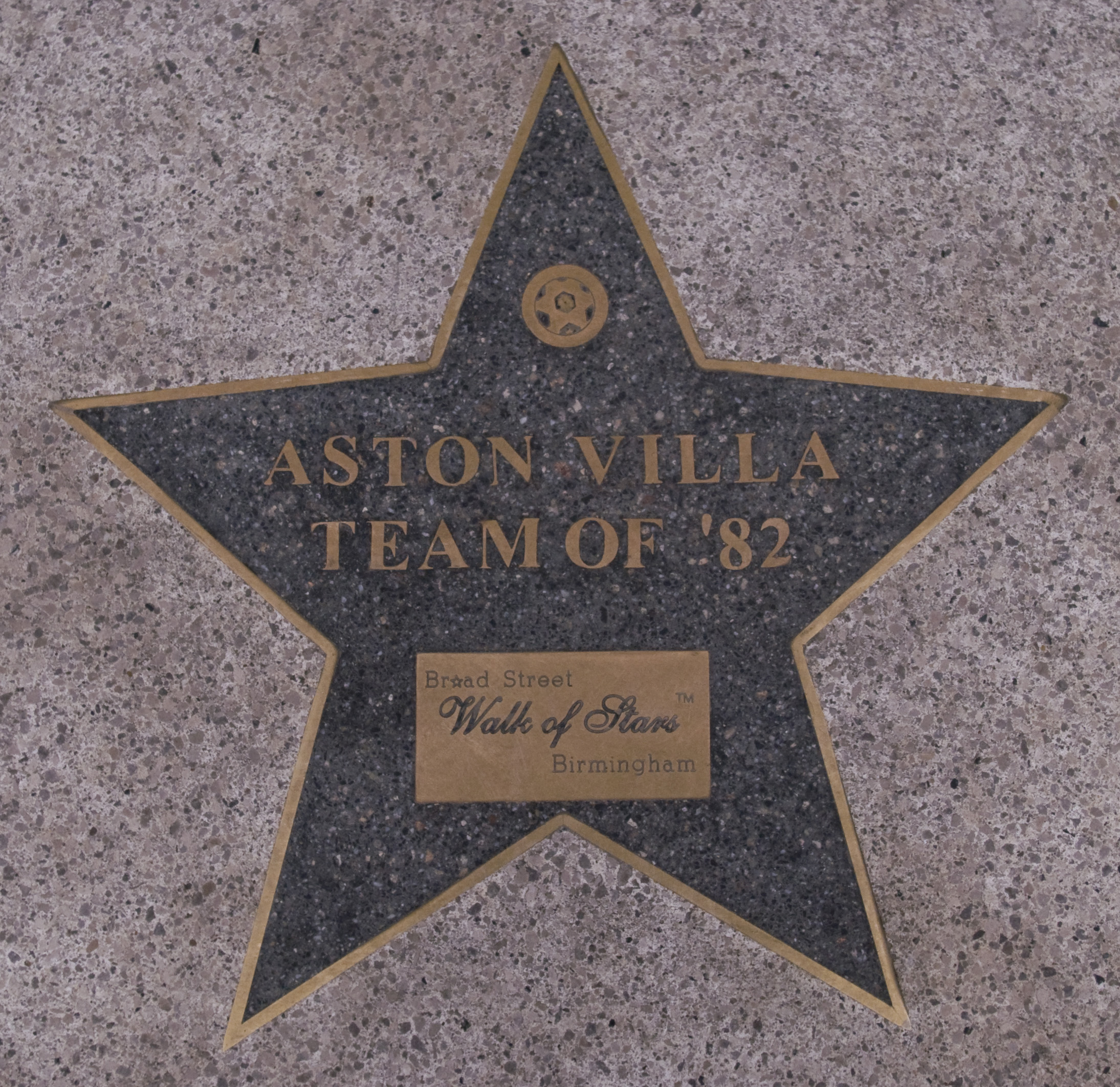
ستاره تیم استون ویلا بر پیاده‌روی ستارگان بیرمنگام به افتخار قهرمانی این تیم در جام باشگاه‌های اروپا ۱۹۸۲

- لیگ دسته اول فوتبال انگلستان: ۹۴–۱۸۹۳، ۹۶–۱۸۹۵، ۹۷–۱۸۹۶، ۹۹–۱۸۹۸، ۱۹۰۰–۱۸۹۹، ۱۰–۱۹۰۹، ۸۱–۱۹۸۰
- لیگ دستهٔ دوم فوتبال انگلستان/چمپیونشیپ

قهرمان۳۸–۱۹۳۷، ۶۰–۱۹۵۹
برنده پلی‌آف۱۹–۲۰۱۸
- سطح سوم لیگ فوتبال انگلستان: ۷۲–۱۹۷۱
- جام حذفی فوتبال انگلستان: ۸۷–۱۸۸۶، ۹۵–۱۸۹۴، ۹۷–۱۸۹۶، ۰۵–۱۹۰۴، ۱۳–۱۹۱۲، ۲۰–۱۹۱۹، ۵۷–۱۹۵۶
- جام اتحادیه باشگاه‌های انگلستان: ۶۱–۱۹۶۰، ۷۵–۱۹۷۴، ۷۷–۱۹۷۶، ۹۴–۱۹۹۳، ۹۶–۱۹۹۵
- جام خیریه انگلستان: ۱۹۸۱

### اروپایی
- جام باشگاه‌های اروپا: ۸۲–۱۹۸۱
- سوپرجام اروپا: ۱۹۸۲
- جام اینترتوتو: ۲۰۰۱